# واروش‌فولد
واروش‌فولد (به مجاری:  Városföld) یک منطقهٔ مسکونی در مجارستان است که در ناحیه کچکمت واقع شده‌است. واروش‌فولد ۶۲٫۸۷ کیلومتر مربع مساحت و ۲٬۱۲۷ نفر جمعیت دارد.